# Jelajah Malaysia
Jelajah Malaysia é uma volta ciclista de sete etapas que se celebra cada ano na Malásia.
Criou-se em 1999. Desde a criação dos Circuitos Continentais UCI faz parte do UCI Asia Tour, dentro da categoria 2.2 (última categoria do profissionalismo).

## Palmarés

### Classificação geral individual (Jersey vermelha)
| Ano  | Ganhador          | Segundo           | Terceiro           |
| ---- | ----------------- | ----------------- | ------------------ |
| 1999 | Peter Jörg        | -                 | -                  |
| 2000 | Rafael Chyla      | -                 | -                  |
| 2001 | Tommy Evans       | -                 | -                  |
| 2002 | Simone Mori       | -                 | -                  |
| 2003 | Hidenori Nodera   | Wawan Setyobudi   | -                  |
| 2004 | Suhardi Hassan    | -                 | -                  |
| 2007 | Mahdi Sohrabi     | Hossein Askari    | Thomas Just        |
| 2008 | Tonton Susanto    | Ghader Mizbani    | Fredrik Johansson  |
| 2009 | Timothy Roe       | Jai Crawford      | Ghader Mizbani     |
| 2010 | David McCann      | Takumi Beppu      | Amir Rusli         |
| 2011 | Mahdi Sohrabi     | David McCann      | Ioannis Tamouridis |
| 2012 | Yusuf Abrekov     | Jai Crawford      | Yasuharu Nakajima  |
| 2013 | Sea Keong Loh     | Sergey Kuzmin     | Kyrill Pozdnyakov  |
| 2014 | Rafaâ Chtioui     | Adil Jelloul      | Angus Morton       |
| 2015 | Francisco Mancebo | Andrea Palini     | King Lok Cheung    |
| 2016 | Arvin Moazemi     | Amir Kolahdozhagh | Hossaini Reza      |
| 2017 | Brendon Davids    | Víctor Niño       | Rustom Lim         |

### Classificação sprints (Jersey azul)
| Ano  | Ganhador                     | Equipa                                   |
| ---- | ---------------------------- | ---------------------------------------- |
| 1999 | -                            | -                                        |
| 2000 | -                            | -                                        |
| 2001 | -                            | -                                        |
| 2002 | -                            | -                                        |
| 2003 | -                            | -                                        |
| 2004 | -                            | -                                        |
| 2007 | Anuar Manam                  | LeTua Cycling Team                       |
| 2008 | Anuar Manam                  | LeTua Cycling Team                       |
| 2009 | Anuar Manam                  | Islamic Azad University Continental Team |
| 2010 | Malcolm Lange                | Medscheme Cycling Team                   |
| 2011 | Hariff Salleh                | Terengganu Pro Asia Cycling Team         |
| 2012 | Adiq Husainie Othman         | Malaysia Development Team                |
| 2013 | Mohd Harrif Saleh            | Terengganu Pro Asia Cycling Team         |
| 2014 | Mohd Harrif Saleh            | Terengganu Pro Asia Cycling Team         |
| 2015 | Andrea Palini                | Sky Dive Dubai                           |
| 2016 | Park Sung-Baek               | KSPO                                     |
| 2017 | Nur Amirul Fakhruddin Mazuki | Terengganu                               |

### Rei da montanha (Jersey de lunares vermelhos)
| Ano  | Ganhador                     | Equipa                               |
| ---- | ---------------------------- | ------------------------------------ |
| 1999 | -                            | -                                    |
| 2000 | -                            | -                                    |
| 2001 | -                            | -                                    |
| 2002 | -                            | -                                    |
| 2003 | -                            | -                                    |
| 2004 | -                            | -                                    |
| 2007 | Ghader Mizbani               | Giant Ásia Racing Team               |
| 2008 | Hossein Askari               | Tabriz Petrochemical Team            |
| 2009 | Abbas Saeiditanha            | Islamic Azad University Cycling Team |
| 2010 | Matnur                       | Polygon Sweet Nice Cycling Team      |
| 2011 | Adiq Husainie Othman         | Malaysia Development Team            |
| 2012 | Dadi Suryadi                 | Putra Perjuangan                     |
| 2013 | Mohamed Zamri Salleh         | Terengganu Pro Asia Cycling Team     |
| 2014 | Dani Lesmana                 | Pegasus                              |
| 2015 | Nur Amirul Fakhruddin Mazuki | Terengganu Pro Asia Cycling Team     |
| 2016 | Amir Kolahdozhagh            | Pishgaman Giant Team                 |
| 2017 | Jahir Pérez                  | Sapura                               |

### Classificação geral individual entre ciclistas malayos (Jersey Blanco)
| Ano  | Ganhador                | Equipa                                  |
| ---- | ----------------------- | --------------------------------------- |
| 1999 | -                       | -                                       |
| 2000 | -                       | -                                       |
| 2001 | -                       | -                                       |
| 2002 | -                       | -                                       |
| 2003 | -                       | -                                       |
| 2004 | -                       | -                                       |
| 2007 | Suhardi Hassan          | Kuala Lumpur Cycling Team               |
| 2008 | Suhardi Hassan          | Kuala Lumpur Cycling Team               |
| 2009 | Muhamad Rauf Nur Misbah | Team Malaysia                           |
| 2010 | Amir Mustafa Rusli      | Team Malaysia                           |
| 2011 | Amir Mustafa Rusli      | Royal Malaysia Police                   |
| 2012 | Adiq Husainie Othman    | Malaysia Development Team               |
| 2013 | Loh Sea Keong           | OCBC Singapore Continental Cycling Team |
| 2014 | Muhd Shaiful Anuar Azis | Terengganu Pro Ásia Cycling Team        |
| 2015 | Muhd Shaiful Anuar Azis | Terengganu Pro Asia Cycling Team        |
| 2016 | Jesse Ewart             | 7 Eleven-Sava RBP                       |

### Classificação geral por equipas
| Ano  | Equipa                          |
| ---- | ------------------------------- |
| 1999 | -                               |
| 2000 | -                               |
| 2001 | -                               |
| 2002 | -                               |
| 2003 | -                               |
| 2004 | -                               |
| 2007 | Giant Asia Racing Team          |
| 2008 | Tabriz Petrochemical Team       |
| 2009 | Tabriz Petrochemical Team       |
| 2010 | LeTua Cycling Team              |
| 2011 | Tabriz Petrochemical Team       |
| 2012 | Putra Perjuangan                |
| 2013 | Synergy Baku Cycling Project    |
| 2014 | Sky Dive Dubai Pro Cycling Team |
| 2015 | Sky Dive Dubai Pro Cycling Team |
| 2016 | Pishgaman Giant Team            |

## Palmarés por países
| País          | Vitórias |
| ------------- | -------- |
| Irão          | 3        |
| Malásia       | 2        |
| Alemanha      | 1        |
| Irlanda       | 1        |
| Itália        | 1        |
| Japão         | 1        |
| Suíça         | 1        |
| Indonésia     | 1        |
| Austrália     | 1        |
| Tunísia       | 1        |
| Espanha       | 1        |
| África do Sul | 1        |